# Brod Moravice
Brod Moravice so naselje na Hrvaškem, ki je središče občine Brod Moravice v Primorsko-goranski županiji.
Brod Moravice so naselje v Gorskem kotarju, ki leži ob železniški progi Zagreb-Karlovec-Reka okoli 7 km severovzhodno od Skrada na nadmorski višini 604 m. V srednjem veku so bile del  frankopanske posesti, od leta 1577 pa so pripadale plemiški rodbini  Zrinski. Okoli leta 1600 je bil zaradi obrambe pred Turki zgrajen obrambni stolp Turanj. Po zlomu zrinsko-frankopanske zarote leta 1661 – Peter IV. Zrinski se je skupaj s svakom Krstom II. Frankopanom zapletel v neuspelo zaroto proti dunajskemu dvoru, oba so nato leta 1671 usmrtili – so Brod Moravice pripadle ogrski, kasneje pa avstrijski kroni. V kraju stoji župnijska cerkev sv. Nikole, postavljena leta 1434, obnovljena v 19. stoletju.

## Demografija
|  | 467  | 501  | 497  | 517  | 499  | 456  | 415  | 411  | 351  | 393  | 452  | 421  | 408  | 443  | 408  | 358  | 270  |
|  | 1857 | 1869 | 1880 | 1890 | 1900 | 1910 | 1921 | 1931 | 1948 | 1953 | 1961 | 1971 | 1981 | 1991 | 2001 | 2011 | 2021 |

### Občina Brod Moravice
Pod Občino Brod Moravice spada poleg samega mesta še 37 naselij: Colnari, Čučak, Delači, Doluš, Donja Dobra, Donja Lamana Draga, Donji Šajn, Donji Šehovac, Goliki, Gornja Lamana Draga, Gornji Kuti, Gornji Šajn, Gornji Šehovac, Goršeti, Kavrani, Klepeće Selo, Kocijani, Lokvica, Maklen, Male Drage, Moravička Sela, Naglići, Nove Hiže, Novi Lazi, Pauci, Planica, Podgorani, Podstene, Razdrto, Smišljak, Stari Lazi, Šepci Podstenski, Šimatovo, Vele Drage, Zahrt, Zavrh in Završje.
|  | 2840 | 2866 | 2848 | 2919 | 2861 | 2823 | 2622 | 2555 | 2152 | 2220 | 2105 | 1855 | 1444 | 1196 | 985  | 866  | 663  |
|  | 1857 | 1869 | 1880 | 1890 | 1900 | 1910 | 1921 | 1931 | 1948 | 1953 | 1961 | 1971 | 1981 | 1991 | 2001 | 2011 | 2021 |